# Wadi Najran

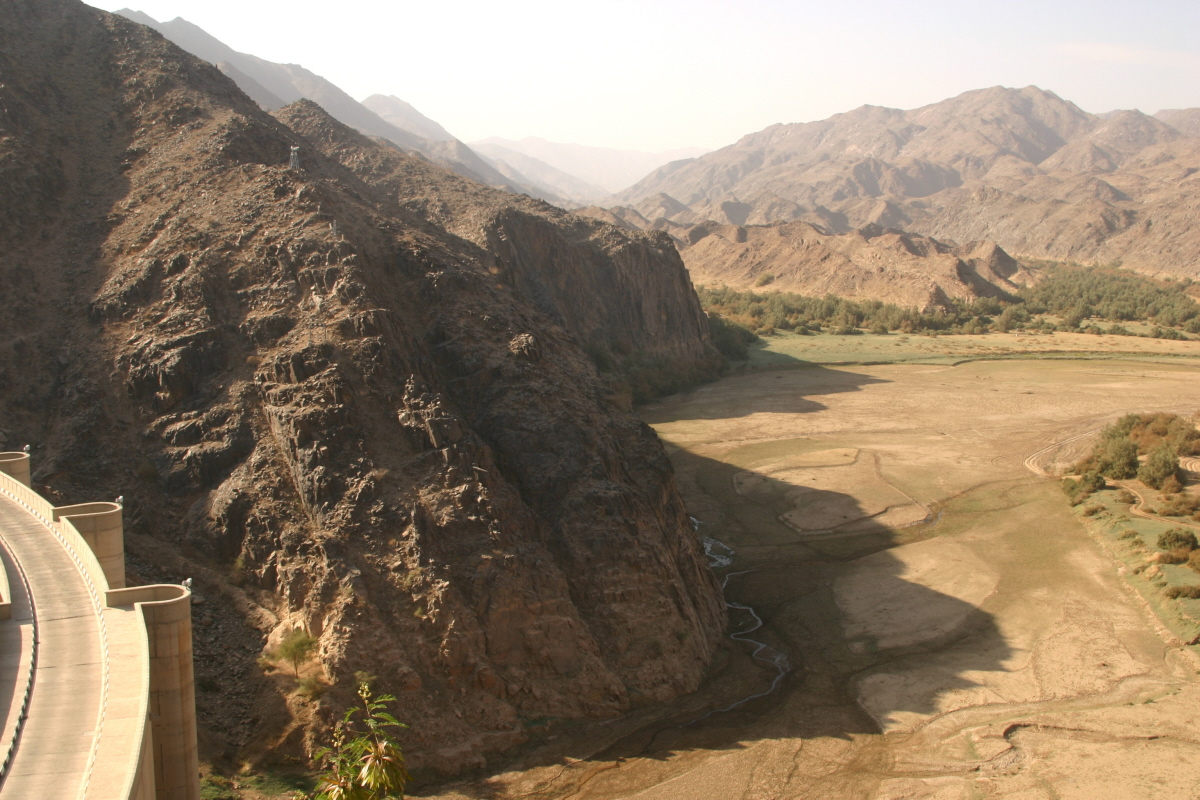
Embalse vacío en la presa del Wadi Najran, ubicada en la sierra de Najran

El Wadi Najran ( en árabe: وَادِي نَجْرَان‎, romanizado: Wādī Najrān ) es uno de los wadis más grandes de la península Arábiga, y sus afluentes provienen de la sierra de Sarat y las colinas que rodean la zona. Se extiende 180 millas (289,7 km) al este desde su desembocadura en las llanuras en las arenas del desierto Vacío. En las llanuras, el wadi tiene una anchura media de 1.000 metros.
El wadi divide la ciudad de Najran en dos partes, provocando grandes daños cuando se desborda. Es la principal fuente de abastecimiento de agua para la región y trae grandes cantidades de limo el cual se deposita en las llanuras y granjas inundadas a lo largo de sus orillas. En su curso se encuentra la presa del Wadi Najran. 